# Plectorhyncha
Plectorhyncha is een geslacht van zangvogels uit de familie honingeters (Meliphagidae).

## Soorten
Het geslacht kent de volgende soort:
- Plectorhyncha lanceolata – Gestreepte honingeter